# Дыхательный центр

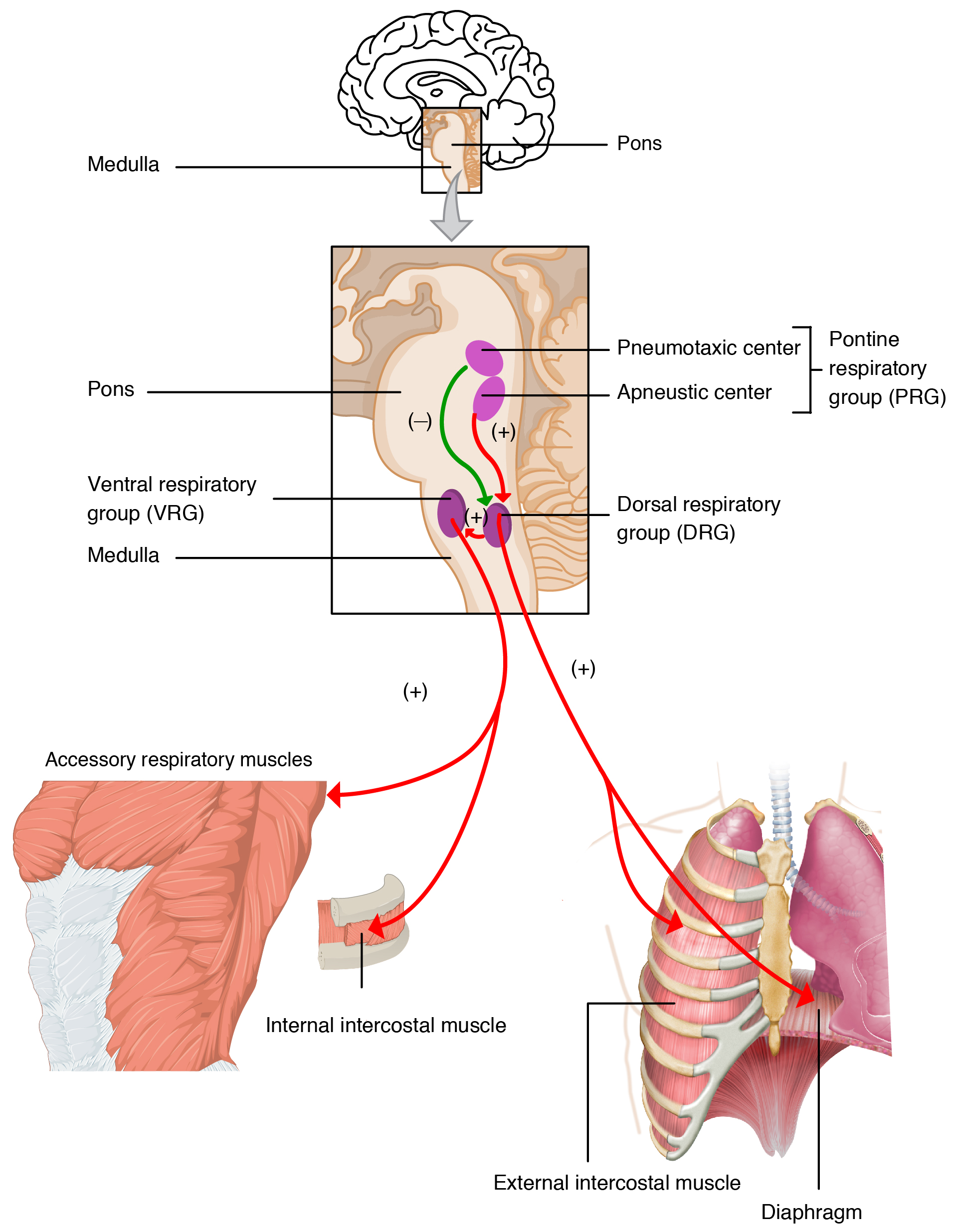
Схематичное изображение

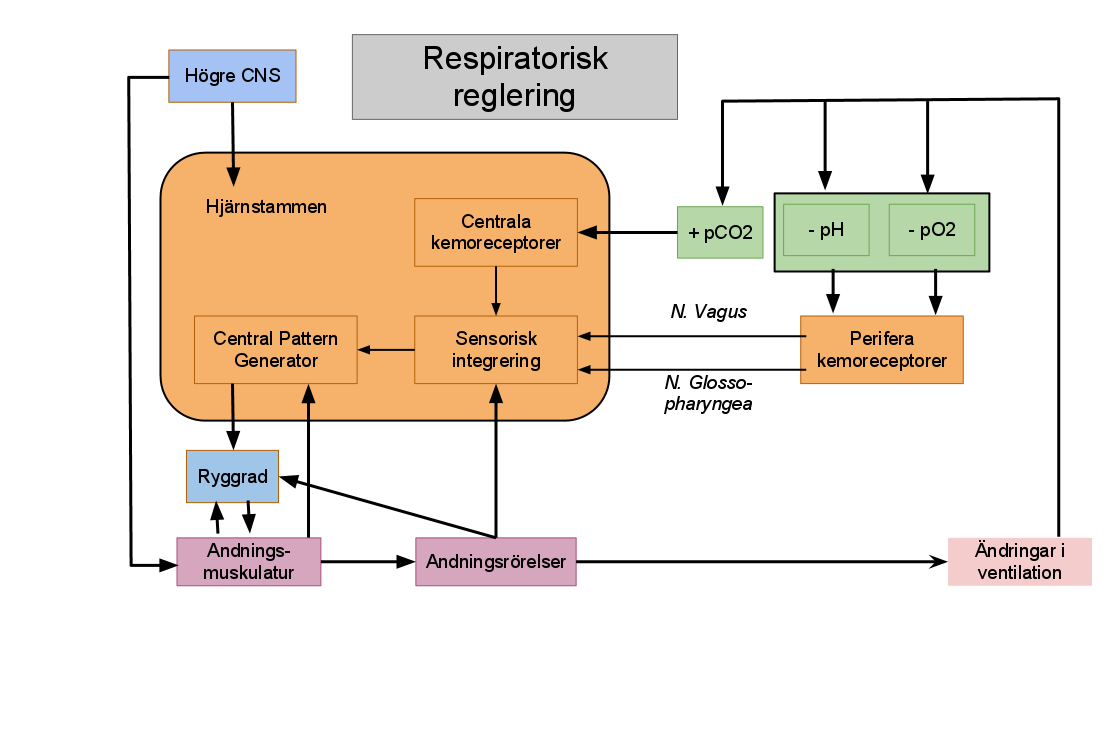
Схематичное изображение регуляции

Дыхательный центр — совокупность нейронов, расположенная на разных уровнях ЦНС и обеспечивающая  автоматизм ритма дыхательных движений и соответствие дыхания метаболическим запросам организма, которые могут изменяться в зависимости от ситуаций. Состоит из центра вдоха и центра выдоха, но чёткой границы между этими центрами нет.

## Расположение
Дыхательный центр располагается в стволе мозга: продолговатом мозге, Варолиевом мосте.

### Спинальный уровень
К этому уровню относятся мотонейроны верхних шейных отделов спинного мозга (CIII-V), тела которых располагаются в передних рогах серого вещества, а аксоны в составе диафрагмального нерва (ветвь шейного сплетения) иннервируют диафрагму.

### Бульбопонтийный уровень
Структуры продолговатого мозга и моста. Особо важную роль играет часть дыхательного центра, расположенная в продолговатом мозге; в вентральной части преимущественно расположены экспираторные нейроны (те, что отвечают за выдох), в дорсальной части — преимущественно инспираторные нейроны (те, что отвечают за вдох).